# Camberra (revue)
Pour les articles homonymes, voir Camberra.
Camberra est une revue de petit format publiée dans la collection « Comics Pocket » des éditions Artima de 1974 à 1982 (27 numéros). Elle publie essentiellement l'adaptation en BD des romans de Déodat du Puy-Montbrun, et parfois, en complément, quelques comics Marvel ou DC.